# Miran Ravter
Miran Ravter (Velenje, 14 febbraio 1972) è un ex sciatore alpino sloveno; a volte è indicato come Miran Rauter.

## Biografia
Specialista delle prove veloci, Ravter debuttò in campo internazionale in occasione dei Mondiali juniores di Geilo/Hamsedal 1991; esordì in Coppa del Mondo il 22 dicembre 1993 a Lech in supergigante piazzandosi 23º e tale risultato sarebbe rimasto il migliore di Ravter nel massimo circuito internazionale. Prese parte a una rassegna olimpica, Lillehammer 1994 (35º nella discesa libera, 22º nel supergigante, 11º nella combinata) e a una iridata, Sierra Nevada 1996 (51º nella discesa libera, 41º nel supergigante); prese per l'ultima volta il via in Coppa del Mondo l'11 gennaio 1998 a Schladming in supergigante, senza completare la prova,  e si ritirò al termine della stagione 1998-1999: la sua ultima gara fu lo slalom gigante dei Campionati greci 1999, disputato il 7 marzo a Seli Vermion.

## Palmarès

### Coppa del Mondo
- Miglior piazzamento in classifica generale: 128º nel 1994

### South American Cup
- 1 podio (dati dalla stagione 1994-1995):
  - 1 secondo posto

### Campionati sloveni
- 2 medaglie (dati parziali fino alla stagione 1994-1995)[1]:
  - 1 oro (discesa libera nel 1993)
  - 1 argento (supergigante nel 1996)